# پایگاه نیروی هوایی هالومن
پایگاه نیروی هوایی هالومن (به انگلیسی: Holloman Air Force Base) یک فرودگاه است . این فرودگاه در کشور ایالات متحده آمریکا قرار دارد .